# Naparstniczka stożkowata

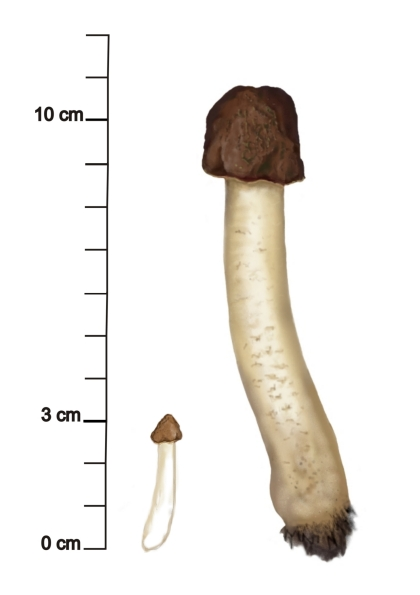

Naparstniczka stożkowata (Verpa conica (O.F. Müll.) Sw.) – gatunek grzybów z rodziny smardzowatych (Morchellaceae) z klasy workowców.

## Systematyka i nazewnictwo
Pozycja w klasyfikacji według Index Fungorum: Verpa, Morchellaceae, Pezizales, Pezizomycetidae, Pezizomycetes, Pezizomycotina, Ascomycota, Fungi.
Niektóre synonimy naukowe:

- Helvella relhanii Sowerby 1797
- Leotia conica var. relhanii (Sowerby) Pers. 1801
- Monka conica (O.F. Müll.) Kuntze, 1898
- Phallus conicus O.F. Müll. 1775
- Relhanum conicum Gray 1821[2].

Nazwa polska według M.A. Chmiel. Nazwa anglojęzyczna naparstniczki stożkowatej to thimble morel, gdzie słowo thimble oznacza właśnie naparstek, natomiast słowo morel – smardz. Analogicznie jest w języku niemieckim, gdzie Fingerhut w Fingerhutverpel także oznacza naparstek.

## Morfologia
Owocnik
Zbudowany z główki i trzonka. Osiąga wysokość do 10–20 cm.
Główka
Dzwonkowata, szeroko stożkowana. Gładka lub nieregularnie jamkowata, wysokość 2–4 cm, szerokość 1–1,5 cm. Barwa ochrowobrązowa do brązowej. Główka przyrośnięta do trzonu w górnej części.
Trzon
5–10 cm długi. Bladożółty z poprzecznymi zmarszczkami i brązowymi ziarenkami. Wewnątrz pusty.
Miąższ
Kruchy, woskowaty, cienki. Smak łagodny, zapach przyjemny.
Zarodniki
Gładkie, elipsoidalne, bezbarwne.
Gatunki podobne
Naparstniczka czeska (Verpa bohemica), która ma większe owocniki, a powierzchnia główki jest pofałdowana.

## Występowanie i siedlisko
Naparstniczka stożkowata jest szeroko rozprzestrzeniona w Ameryce Północnej, Europie i Azji, występuje także na Nowej Zelandii. W Polsce do 2020 r. podano 60 jej stanowisk w piśmiennictwie naukowym. Aktualne jej stanowiska podaje także internetowy atlas grzybów. W latach 1983–2014 objęta ochroną ścisłą, a od 2014 r. – częściową. W opracowaniu Czerwonej listy roślin i grzybów Polski jest zaliczona do kategorii grzybów rzadkich (R).
Naziemny grzyb saprotroficzny. Rośnie pojedynczo lub w grupach od kwietnia do maja na brzegach lasów i zarośli, w miejscach trawiastych.